# Oued Nini
Oued Nini è un comune dell'Algeria, situato nella provincia di Oum el-Bouaghi.